# 배영한
배영한(裵永漢, 1973년 2월 15일 ~ )는 대한민국의 배우, 감독이다.

## 출연 작품
- |2010년] 영화 아저씨 마약 2팀 역
- [2012년] 영화 하울링 강력 6팀 역
- [2012년] 영화 회사원 형사 역
- [2012년] 영화 수목장 귀신인부 2 역
- [2014년] 영화 만신 가게 주인 역
- [2016년] 영화 가려진 시간 상철부친구 역

## 연출 작품
- [2020년] 영화 이제 그만  (감독,각본,촬영,제작,편집)
- [2021년] 영화 나쁜 거래  (감독,각본,촬영,제작,편집)
- [2022년] 영화 501호  (감독,각본,촬영,제작,편집)
- [2023년] 영화 미끼 오디션 (감독,각본,촬영,제작,편집)
- [2023년] 영화 까남까녀 (제작,각본.감독,촬영.편집)
- [2023년] 영화 수상한 여자 둘 (제작,각본.감독,촬영,편집)
- [2023년] 영화 어설픈 납치 (제작,각본,감독,촬영,편집)